# Aluminiummonoacetaat
Aluminiummonoacetaat, ook bekend onder de namen dibasisch aluminiumacetaat en (vroeger) dihydroxyaluminiumacetaat, is een zout van aluminium met azijnzuur. Het heeft de formule {\displaystyle {\ce {Al(OH)2(CH3COO)}}}. Aluminium heeft in deze verbinding het oxidatiegetal (+3). Onder standaardomstandigheden is het een wit poeder.

## Chemie
Aluminiummonoacetaat wordt gesynthetiseerd in de reactie van {\displaystyle {\ce {Al(OH)3}}} en verdund azijnzuur.
{\displaystyle {\ce {Al(OH)3\ +\ CH3COOH\ ->\ Al(OH)2(CH3COO)\ +\ H2O}}}
De stof wordt ook gevormd via de opeenvolgende hydrolysestappen van aluminiumtriacetaat.
1. {\displaystyle {\ce {Al(CH3COO)3\ +H2O\ ->\ Al(OH)(CH3COO)2\ +\ CH3COOH}}}
2. {\displaystyle {\ce {Al(OH)(CH3COO)2\ +\ H2O\ ->\ Al(OH)2(CH3COO)\ +\ CH3COOH}}}

## Toepassingen
Aluminiummonoacetaat wordt in de dermatologie toegepast als antisepticum en astringent. Het wordt als antisepticum toegepast om de kans op infectie van kleinere wondjes, sneetjes en eerstegraads brandwondjes te verkleinen. Het is vooral actief tegen jeuk en het werkt ontstekingsremmend op de beschadigde huid en het bevordert de genezing. Als astringent wordt het lokaal ingezet op geïrriteerde en ontstoken huid: het vormt een beschermende laag over de huidbeschadiging. 